# 파고리소좀

파고리소좀 형성이 일어나는 식작용의 과정. 리소좀(녹색으로 표시)은 파고솜과 융합하여 파고리소좀을 형성한다.

파고리소좀(phagolysosome, endolysosome)은 식작용 과정에서 파고솜과 리소좀이 융합되어 형성된 세포질 내의 소체이다. 파고리소좀의 형성은 미생물과 병원체를 세포 내에서 파괴하는 과정에 필수적이다. 파고솜과 리소좀의 막이 충돌할 때 형성되며, 이때 가수 분해 효소를 포함한 리소좀의 내용물이 폭발적으로 파고솜으로 방출되고, 파고솜이 섭취하여 안에 가지고 있던 입자를 효소가 소화한다. 소화로 만들어진 일부 생산물은 유용한 물질이며 세포질로 이동한다. 다른 물질은 세포외 배출에 의해 세포 밖으로 방출된다.
파고솜과 리소좀의 막 융합은 Rab5 단백질에 의해 조절된다. G단백질은 이 두 소기관 사이에 물질 교환이 일어날 수 있게 만들지만, 동시에 막이 완전히 융합되는 것을 방지한다.

## 기능
파고리소좀은 내부 환경의 pH를 감소시켜 산성으로 만들면서 기능한다. 산성화 과정은 미생물이나 기타 유해한 기생충에 대한 방어 기제 역할을 하며, 산성 환경에서 활성을 가지는 리소좀의 분해 효소가 제대로 활성화될 수 있도록 만든다.
미생물은 산화 과정과 비산화 과정 양쪽의 조합에 의해 파고리소좀 내에서 파괴된다. 호흡폭발이라고도 알려진 산화 과정에서는 활성 산소종이 미토콘드리아가 아닌 곳에서 생산되기도 한다.
파고리소좀은 pH와 탄소, 질소 공급원의 농도를 낮추어 진균의 성장을 억제한다. 이런 과정의 한 예시는 칸디다 알비칸스(Cadida albicans)의 균사를 억제하는 것이다.
인간 호중구에서 파고리소좀은 차아염소산을 생성하여 병원체를 파괴한다.

## 병원체의 회피
다양한 병원체가 숙주 내에서 생존하기 위해 파고리소좀의 형성 과정을 방해하거나, 파고리소좀을 이용한다.

### 파고리소좀 형성 방해
다양한 세균이 파고솜이 리소좀과 융합하는 과정을 방해한다. 결핵균, 클라미디아, 레지오넬라 뉴모필라(Legionella pneumophila), 쥐티푸스균(Salmonella typhimurium) 등이 다양한 기전을 통해 파고리소좀 형성을 방해하여 숙주 세포의 면역을 회피한다.

### 파고리소좀 내에서 생존
Q열의 원인균인 콕시엘라 버네티(Coxiella burnetii)는 숙주 세포의 산성 파고리소좀에서 생존하고 복제한다. 파고리소좀의 산성 환경은 콕시엘라 버네티가 포도당, 글루타메이트, 프롤린을 운반하고 핵산과 단백질을 합성하는 데 필수적이다.
유사하게, 무편모충체 단계에서 리슈만편모충은 숙주의 파고리소좀에서 모든 퓨린 공급원, 다양한 비타민, 다수의 필수 아미노산을 얻는다. 또한 리슈만편모충은 숙주의 파고리소좀에서 단백질을 분해하여 헴을 얻는다.
미코박테리아도 파고리소좀이 형성된 이후에도 소체 안에서 생존 가능하다. 미코박테리아 특유의 미콜산과 지질이 풍부한 세포벽은 리소좀의 가수 분해 효소에 강하다.